# Мартыновичи (Киевская область)
Мартыновичи — бывшее село на Украине, которое было выселено из-за последствий аварии на ЧАЭС. Находится в Полесском районе Киевской области.
Размещается на расстоянии 21 км от железнодорожной станции Вильча.

## История
Мартыновичи известны с XV века и упоминаются в исторических документах 1458 годом.
В 1860-х годах в селе проживало 780 человек, в 1886 году — 1246 человек, а накануне аварии на ЧАЭС — 1,7 тыс. жителей.
В XIX веке село являлось центром Мартыновичской волости Радомысльского уезда Киевской губернии Российской империи.
В 1920-х годах в селе действовала опытная станция Кабинет антропологии и этнологии им. Ф. Вовка.
После аварии на ЧАЭС село Мартыновичи было включено в зону обязательного (безусловного) отселения. После аварии многие жители были переселены в село Новые Мартыновичи в Пирятинском районе Полтавской области.
Официально снят с учета 1999 года.

## Достопримечательности
В селе существовала Свято-Георгиевская церковь. Первая церковь была построена как срубная еще в 17 веке. Потом в 1758 году на её месте построили новую церковь, но она сгорела в 1776 году, и в 1778 году была возведена ещё одна деревянная церковь.

## Известные люди
- Демиденко, Андрей Петрович (родился в с. Мартыновичи) — украинский поэт-песенник. Автор сотен стихов, редактор-составитель беллетристического наследия Михаила Грушевского, народный артист Украины, заслуженный деятель искусств Украины, академик, профессор, лауреат международных премий.

## Ссылка
- Решение об официальном снятии с учета села Мартыновичи (недоступная ссылка — история).
- Информация о Чернобыльском районе